# Osagyefo Barge
Osagyefo Barge — плавуча електростанція, створена на замовлення Гани.
Судно замовили в 1995 році на італійській верфі Navalmare у Ла-Спеції за фінансової підтримки японського Overseas Economic Cooperation Fund. На ньому змонтували дві встановлені на роботу у відкритому циклі газові турбіни компанії Ansaldo типу V64.3A загальною потужністю 125 МВт, розраховані на використання як дизельного пального, так і природного газу. Завершене спорудженням у 1999-му, судно перебувало в Італії до вересня 2002-го, коли буксир Sirocco повів його до узбережжя Гани. Перехід довжиною 3800 миль завершили за 24 доби.
Електростанцію планували для утилізації природного газу в межах проекту розробки нафтогазових родовищ Тано, розташованих на мілководді Гвінейської затоки. Її мали встановити неподалік від них у гавані Effasu, котра знаходиться поблизу кордону з Кот-д'Івуаром у 150 км на захід від Секунді-Такораді. У військовій гавані останнього судно простояло до 2005 року в очікуванні поглиблення місця своєї проектної стоянки. Проте і після переходу в Effasu електростанція не розпочала роботу, оскільки проект розробки Тано затримувався.
Тим часом у країні виник серйозний дефіцит генеруючих потужностей та водночас наближалось завершення Західно-Африканського газопроводу, призначеного для подачі нігерійського природного газу. Враховуючи це, плавучу електростанцію вирішили використати поза первісним проектом, проте за період простою її технічний стан погіршився. Для проведення ремонту та подальшої експлуатації Osagyefo Barge законтрактували компанію Balkan Energy, яка одночасно зобов'язалась протягом дев'яти місяців шляхом додавання парової турбіни перетворити станцію на парогазову комбінованого циклу потужністю 185 МВт. Але в підсумку підрядник не тільки не реалізував проект підсилення, але й не зміг привести об'єкт у працездатний стан. Упродовж кількох наступних років сторони з'ясовували стосунки в судовому порядку, поки у 2014-му арбітраж у Гаазі не ухвалив остаточного рішення, за яким Balkan Energy відшкодовувалися фактичні витрати на ремонт у сумі 12 млн доларів США (сама Balkan Energy стверджувала, що її вкладення у відновлення баржі становили 40 млн, а також вимагала різноманітних додаткових виплат).
Втім, в найближчі роки по тому станцію так і не вдалось ввести в експлуатацію.